# The Trooper
„The Trooper“ е деветият сингъл на британската хевиметъл група Iron Maiden и втори от албума „Piece of Mind“. Парчето се отличава с „галопиращ“ бас, както и с лесно запомнящ се риф. Песента е написана от басиста Стив Харис и разказва за битката при Балаклава, през 1854 г. по време на Кримската война и поне отчасти е базирана на поемата на Лорд Тенисън „Атаката на леката бригада“. Вокалът на групата Брус Дикинсън представя парчето на концерта Rock in Rio (Бразилия, 2001), цитирайки първите няколко реда на поемата: „Into the valley of death, rode the six hundred.... Cannon to right of them, cannon to left of them, volleyed and thundered, 'The Trooper'“. Обикновено, когато изпълнява парчето на живо, Дикинсън развява британския флаг (понякога и различен флаг), а на последните няколко турнета носи и червен жакет.
„The Trooper“ е издаден като сингъл и през 2005 г. за промотирането на DVD-то „The Early Days“. Тази версия е концертна и е взета от двойния „Death on the Road“, записан в Германия през 2003 г.
Кавъри на „The Trooper“ може да се намерят в трибют албуми като „The Iron Maidens-World's Only Female Tribute To Iron Maiden“ и последвалото CD/DVD с участието на китариста на Motorhead Фил Кемпбъл. Кавър изпълняван от Леми Климистър (вокали), Фил Кемпбъл и Роки Джордж (китари), Чък Райт (бас) и Крис Слейд (барабани) е включен и в компилацията „Numbers From The Beast“. За разлика от други изпълнения в този албум „The Trooper“ следва точно музиката и вокалните партии на оригинала. Песента е включена и във видео играта Guitar Hero II.
През 2008 година Coheed And Cambria правят пореден кавър на парчето, който е включен в трибютния албум „Maiden Heaven: A Tribute To Iron Maiden“.
„The Trooper“ е пусната преди Битката на надеждата в книгата на Макс Брукс „Световна война Z“.
Обложката на сингъла е част от лоялисткия стенопис в Дери, Северна Ирландия.

### Сингъл от 1983
1. „The Trooper“ – 4:10 (Стив Харис)
2. „Cross-Eyed Mary“ – 3:55 (Иън Андерсън; кавър на Jethro Tull)

### Преиздаден 2005
1. „The Trooper“ – 4:12 (лайв от „Death on the Road“)
2. „The Trooper“ – 4:10 (оригинал)
3. „Prowler“ – 4:24 (лайф от Рейкявик, Исландия; 1 юни 2005; Харис)
4. „The Trooper“ – 4:12 (лайф видео на оригинала)
5. „The Trooper“ – 4:10 (оригинално промоционално видео)

## Състав
- Брус Дикинсън – вокал
- Дейв Мъри – китара
- Ейдриън Смит – китара
- Яник Герс – китара (освен на студийния запис от 1983 г.)
- Стив Харис – бас
- Нико Макбрейн – барабани